# Kuuskeri
Kuuskeri är en ö i Finland. Den ligger i Bottenhavet och i kommunen Sastmola i den ekonomiska regionen  Björneborgs ekonomiska region i landskapet Satakunta, i den västra delen av landet. Ön ligger omkring 40 kilometer norr om Björneborg och omkring 260 kilometer nordväst om Helsingfors.
Öns area är 22,6 hektar och dess största längd är 0,7 kilometer i öst-västlig riktning. I omgivningarna runt Kuuskeri växer i huvudsak blandskog.